# Nubledo
Nubledo (Nubleo en asturiano y cooficialmente ) es un lugar de la parroquia asturiana de Cancienes, en el concejo de Corvera de Asturias, en el norte de España. Es la capital del concejo y dónde se sitúa el ayuntamiento, si bien la mayoría de la actividad económica y la población residen en Las Vegas, Los Campos y Trasona, en la conurbación urbana de Avilés. Tiene una población de 141 habitantes.

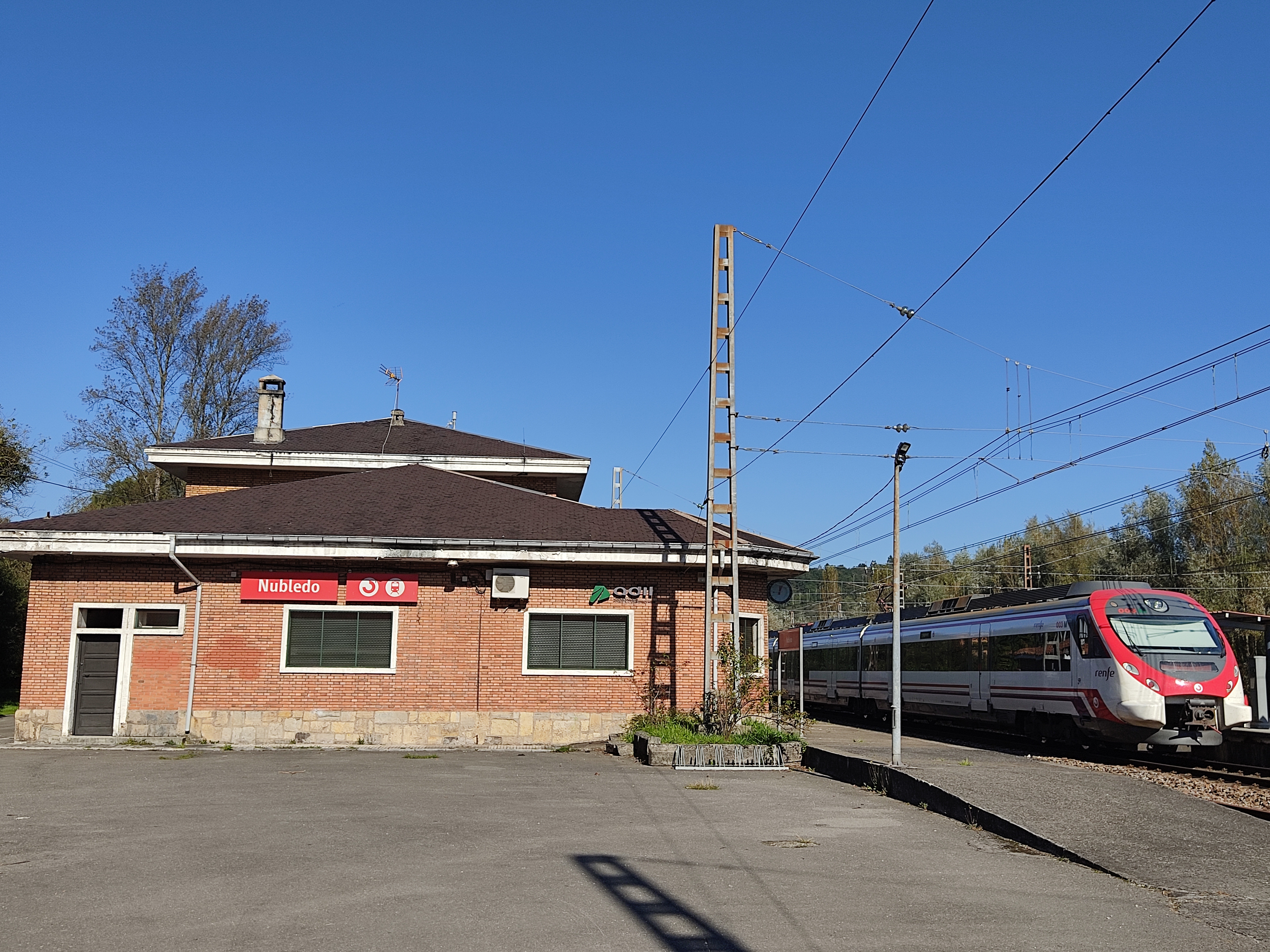
Estación de tren en Nubledo.